# Carlos Lobos (jinete)
Carlos Lobos Muñoz (Santiago, Chile, 21 de diciembre de 1980) es un militar chileno y jinete olímpico de equitación. Su disciplina es el concurso completo, donde ha sido campeón de Chile (2011, 2012, 2015) y ha representado a su país en Juegos Panamericanos y Juegos Olímpicos, siempre junto a su caballo «Ranco».
Ingresó a la Escuela Militar del Libertador Bernardo O'Higgins en 1997 y egresó cuatro años más tarde como alférez de caballería blindada. En 2005 se tituló como maestro de equitación y pasa a integrar el equipo de concurso completo del Ejército de Chile. Participó en los Juegos Panamericanos en 2011 y 2015, en estos últimos obtuvo el quinto lugar. Al año siguiente logró clasificar a los Juegos Olímpicos de Río de Janeiro 2016 terminando entre los 30 primeros binomios.
A fines de 2016 fue elegido por el Círculo de Periodistas Deportivos de Chile como el mejor deportista de la equitación chilena.